# Marie II (comtesse de Menteith)
Pour les articles homonymes, voir Marie II.
Marie II de Menteith (mort en 1360) fut comtesse de Menteith de 1332 à sa mort..

## Biographie
L'historiographie traditionnelle la considère comme la fille et héritière de Alan Ier Stuart comte de Menteith  Toutefois une  étude récente estime qu'elle est plus vraisemblablement sa petite-fille et la fille de Alan II comte titulaire de Menteith, qui meurt entre 1315 et 1323.
On estime qu'elle avait conclu vers 1330 un accord avec son parent Murdoch de Menteith, pour que ce dernier contrôle le comté. Mais lorsqu'il est tué en 1332, Marie II assume le titre
de Comtesse de Menteith, suo jure elle épouse avec une dispense pontificale du 1er mai 1334 Sir John Graham (exécuté le 28 février 1347 ), qui devient comte de  Menteith de jure uxoris Elle meurt quelque temps avant le 29 avril 1360 et laisse une fille Margaret Graham.

## Source de la traduction
- (en) Cet article est partiellement ou en totalité issu de l’article de Wikipédia en anglais intitulé « Mary II, Countess of Menteith » (voir la liste des auteurs).